# Johan de Witt (Politiker)
Johan de Witt (* 15. Oktober 1618 in Dordrecht; † 27. Oktober 1676 ebenda) war ein holländischer Politiker aus dem Patriziergeschlecht De Witt. Er ist nicht zu verwechseln mit seinem berühmten Verwandten gleichen Namens, Johan de Witt, dem Ratspensionär von Holland von 1653 bis 1672.

## Privates und Karriere
De Witt war der Sohn des gleichnamigen Vaters und von Belia Stockmans. Seine Studienzeit verbrachte er in Leiden und Orléans, wo er im Jahre 1641 seinen Abschluss im öffentlichen Recht machte. Nach seiner Rückkehr nach Dordrecht wurde er als Sekretär der niederländischen Gesandtschaft, welche in den Jahren von 1644 auf 1645 Friedensverhandlungen zwischen Dänemark und Schweden anbahnte, angestellt. Im Jahre 1647 begann auch seine Tätigkeit als Mitglied der städtischen Regierung, welche mit kleineren Unterbrechungen bis in das rampjaar 1672 andauerte. Kurz davor im Jahre 1670 war er niederländischer Gesandter in Dänemark und Polen. Johan de Witt trat auch auf Provinzebene in Erscheinung. Den Ernennungen zum Deputierten der Staaten von Holland und Friesland sowie zum Ratsherr der südlichen Niederlanden folgten in den Jahren von 1664 bis 1666 die Tätigkeit als Deputierter der niederländischen Generalstaaten (niederländisch: Staten-Generaal) und seine Entsendung als eine Art General-Kommissar in die niederländischen Provinzen Zeeland, Gelderland und Overijssel.
Politisch stand er auf der Seite seines gleichnamigen entfernten Verwandten Johan de Witt, von dieser freundschaftlichen Beziehung zeugt die Korrespondenz zwischen den beiden Politikern. Als die Gebrüder Johan und Cornelis de Witt im Jahre 1672 (rampjaar) von oranischen Parteigängern auf grausamste Weise ermordet wurden, schloss der neue Statthalter Wilhelm III. von Oranien-Nassau De Witt aus der Regierung seiner Heimatstadt aus.
Verheiratet war er mit Petronella Gijsberta van Wouw, welche nur 13 Tage nach der Hochzeit verstarb, und danach mit Katharina van Beaumont. Aus seiner zweiten Ehe entstammten eine Tochter und ein Sohn, welcher aber keine politische Bedeutung erzielen konnte.

## Diverses
Johan de Witt war gleich seinem bekannten Verwandten ein an wissenschaftlichen Dingen interessierter Mann (seine diesbezügliche Korrespondenz mit dem Orientalistiker und Mathematiker Jacobus Golius befindet sind im Besitz der Seeländischen Genossenschaft in Middelburg), welcher unter dem Pseudonym D.H. auch als Literat in Erscheinung trat.
Sein durch Nicolaes Maes geschildertes Porträt aus dem Jahre 1656 befindet sich heutzutage in einer Den Haager Privatsammlung.